# Insulele Cayman la Jocurile Olimpice de iarnă din 2014
Insulele Cayman au participat la Jocurile Olimpice de iarnă din 2014 din Soci, Rusia în perioada 7 - 23 februarie 2014. Dow Travers este singurul reprezentant al țării pentru a doua oară consecutiv. Delegația a constat și din alți patru oficiali.

## Competitori
| Sport      | Masculin | Feminin | Total |
| ---------- | -------- | ------- | ----- |
| Schi alpin | 1        | 0       | 1     |
| Total      | 1        | 0       | 1     |

## Schi alpin
Conform listei de sportivi calificați publicată la 20 ianuarie 2014, Insulele Cayman au avut un sportiv calificat. Dow Travers s-a accidentat cu două săptămâni înainte de Jocuri. Accidentarea a avut nevoie de operații și i-a oprit antrenamentele. Travers a căzut în timpul probei de slalom uriaș (fiind printre cei 30 de sportivi care au abandonat). El a suferit o contuzie.
| Sportiv     | Probă                 | Manșa 1 | Manșa 1 | Manșa 2 | Manșa 2 | Total | Total |
| Sportiv     | Probă                 | Timp    | Loc     | Timp    | Loc     | Timp  | Loc   |
| ----------- | --------------------- | ------- | ------- | ------- | ------- | ----- | ----- |
| Dow Travers | Slalom uriaș masculin | NAT     | NAT     | NAT     | NAT     | NAT   | NAT   |
| Dow Travers | Slalom masculin       |         |         |         |         |       |       |